# 多線刺鼻單棘魨
多線刺鼻單棘魨（学名：Cantherhines multilineatus），又名多線前孔魨、剝皮魚，为輻鰭魚綱魨形目鱗魨亞目單棘魨科刺鼻單棘魨屬下的一个种，為溫帶海水魚，分布於西北太平洋的日本及台灣海域，體長可達26公分，棲息在底層水域，生活習性不明。